# Wolfgang Schütz (Mediziner)

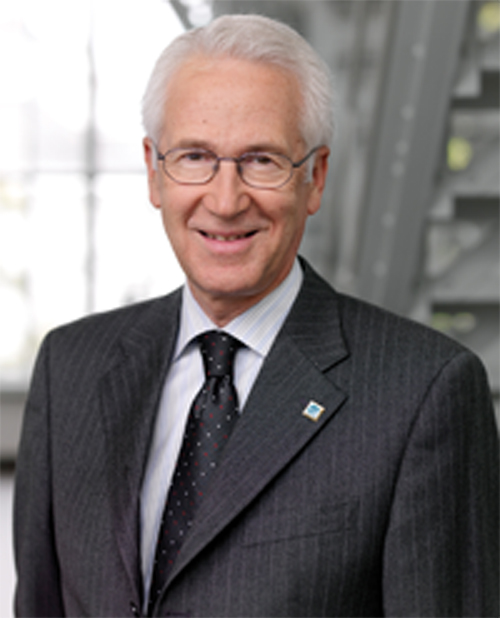
Wolfgang Schütz

Wolfgang Schütz (* 17. Mai 1948 in Wien) ist ein österreichischer Mediziner, Universitätsprofessor für Pharmakologie und war von 2004 bis 2015 Rektor der Medizinischen Universität Wien.

## Leben
Schütz maturierte im Mai 1966 an einem Humanistischen Gymnasium in Wien und leistete anschließend seinen Präsenzdienst ab. Während seiner Schulzeit absolvierte er auch eine Schauspielausbildung. Von 1967 bis 1973 absolvierte er ein Studium der Humanmedizin an der Universität Wien mit Promotion zu Dr. med. univ. im Juni 1973. Von September 1973 bis April 1983 war Schütz als Assistenzarzt am Institut für Pharmakologie der Universität Wien tätig und hatte zeitgleich von April 1978 bis Juni 1979 ein Stipendium der Alexander von Humboldt-Stiftung am Institut für Physiologie der Ludwig-Maximilians-Universität München inne. 1983 folgte dann eine einjährige klinische Ausbildung an der Abteilung für Klinische Pharmakologie an der I. Medizinischen Universitätsklinik, Universität Wien.
Im Februar 1983 schloss er als Facharzt in Pharmakologie ab und habilitierte im Mai desselben Jahres in Pharmakologie und Toxikologie mit dem Thema „Zum Bildungs- und Wirkungsort von Adenosin im Herzen“. Daraufhin ging er als Visiting Professor für das Sommersemester 1984 an die Heinrich-Heine-Universität Düsseldorf. Im Oktober 1989 bekam er durch den Bundespräsidenten den Titel „Außerordentlicher Universitätsprofessor“ verliehen. Von November 1991 bis Februar 1992 war er wieder als Visiting Professor, diesmal an der Ludwig-Maximilians-Universität München tätig und wurde dann im Mai 1993 in Wien zum Ordentlichen Professor der Pharmakologie berufen.
Von 1995 bis 1999 hatte er den Posten als Vorstand des Instituts für Pharmakologie der Universität Wien inne, wurde im Oktober 1996 zum Dekan der Medizinischen Fakultät der Universität Wien gewählt und behielt diese Funktion dank einer Wiederwahl 2000 bis zur Schaffung der Medizinischen Universität Wien 2004. Bis 2015 war Schütz Rektor der Medizinischen Universität Wien, im Oktober 2015 folgte ihm Markus Müller in dieser Funktion nach. 
Von 1994 bis 1996 war er Vorsitzender der Ethikkommission der Medizinischen Fakultät und des Allgemeinen Krankenhauses der Stadt Wien. Seit April 2005 war Schütz Präsidiumsmitglied (als Vertreter für die Medizinischen Universitäten) der Österreichischen Rektorenkonferenz. Schütz war von 1995 bis 2014 Vorsitzender der „Heilmittel-Evaluierungskommission (HEK)“, Hauptverband der Österreichischen Sozialversicherungsträger. Er war Mitglied der Ausschüsse zur Arzneimittelsicherheit (1993–2002) und für Arzneimittelzulassungen (1998–2002) im für Gesundheitsbelange zuständigen Ministerium sowie Executive Secretary and Treasurer (2000–2003) of the Association of Medical Schools in Europe (AMSE).
Wolfgang Schütz veröffentlichte 75 wissenschaftliche Publikationen und sieben Publikationen zur Medizinischen Fakultät der Universität Wien.
Schütz ist verheiratet und hat Kinder.

## Ehrungen
- Goldenes Ehrenzeichen für Verdienste um das Land Wien, 23. September 2003
- Ehrendoktorat der Wake Forest University, Winston-Salem, NC, USA (Verleihung am 21. Mai 2007)
- Ehrenmitglied der I. Horbachevsky Ternopil State Medical University, Ukraine (Verleihung am 1. Juni 2007)
- Marietta und Friedrich Torberg-Medaille der Israelitischen Kultusgemeinde Wien (Verleihung am 29. Mai 2012)
- Großes Goldenes Ehrenzeichen für Verdienste um die Republik Österreich (Verleihung am 21. August 2015)
- Goldenes Komturkreuz des Ehrenzeichens für Verdienste um das Bundesland Niederösterreich (Verleihung am 3. Mai 2016)

## Werke
- mit W. Forth, D Henschler, W. Rummel, U Förstermann, K. Starke (Herausgeber): Allgemeine und spezielle Pharmakologie und Toxikologie. Verlag Urban & Fischer, München-Jena 2005 (9. Auflage).